# ヴラド・ムンテアヌ
ヴラド・ムンテアヌ（Vlad Munteanu、1981年1月16日 - ）は、ルーマニア・バカウ出身の元同国代表サッカー選手。「ブラド」とも表記される。ポジションはMF（左ウインガー）。

## 経歴
FCMバカウの下部組織で育ち、1998年に同チームからプロデビューした。2000年、リーガ1の強豪であるFCディナモ・ブカレストに移籍した。2006年に移籍したエネルギー・コットブス所属時の2006–07シーズンには、当時アイントラハト・フランクフルト所属の高原直泰と並び得点ランキング13位タイの11得点を挙げた。2007年の夏に同郷のセルジュ・ラドゥとともにVfLヴォルフスブルクへ移籍した。数回にわたる期限付き移籍を経て2011年にはFCディナモ・ブカレストに復帰した。

## 代表歴
- ルーマニア代表
  - 2002年8月21日 - A代表初出場 - ギリシャ戦

## タイトル

### クラブ
ディナモ・ブカレスト
- リーガ1 2003-04
- クパ・ロムニエイ 2000-01,02-03,03-04
- スーペルクパ・ロムニエイ 2005